# Joachim Jung (Regisseur)

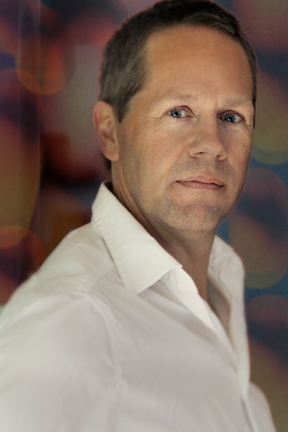
Joachim Jung

Joachim Jung (* 1962 in München) ist ein deutscher Filmregisseur, Kameramann und Produzent.

## Leben
Jung schloss sein Studium der Film- und Theaterwissenschaft und Publizistik an der FU Berlin 1989 mit dem Magister ab. Seit 1989 arbeitet er in deutschen und amerikanischen Filmproduktionen. Von 1989 bis 1993 führte er Regie bei Musikvideos, z. B. für die Bands Rage und Kreator im Auftrag von Noise Records. Nach einigen Jahren als Oberbeleuchter (Gaffer) und Filmeditor arbeitet er heute bei deutschen und US-amerikanischen Kino- und Fernsehproduktionen als Director of Photography. Parallel dazu führt Joachim Jung Regie bei Kurzfilmen und Dokumentationen. Er lebt und arbeitet in den Städten Los Angeles und Berlin.

## Kamera
Zu seinen Leistungen zählt der Spielfilm Gate to Heaven von Veit Helmer, für den Joachim Jung auch bei zwei preisgekrönten Kurzfilmen hinter der Kamera stand: Der Fensterputzer und Tour Eifel. Der letztere Film wurde in 70 mm Cinemascope gedreht. Des Weiteren fotografierte Joachim Jung deutsche Fernseh-Mehrteiler, Fernsehfilme und Dokumentarfilme. Er arbeitet mit den Regisseuren Mathias Tiefenbacher, Wim Wenders, Lenard Krawinkel, Sylvie Michel-Casey, Phedon Papamichael, und anderen zusammen.

## Regie
Für seine Kurzfilme Dog Day (2006) und  The Dream Girl (2007) erhielt J. Jung Preise für das beste Drehbuch, und für Dog Day den Best Cinematography-Preis des Festivals Duke City Shootout in New Mexico, USA, 2006 und 2007. Sein in Los Angeles produzierter Kurzfilm American Night erhielt 2007 den 3. Platz beim Branchenfestival Tatort Eifel und wurde auf dem Max Ophüls Filmpreis 2007 gezeigt. Weitere von ihm produzierte Filme sind St. Pauli es el Barrio über türkische und spanische Jugendliche in Hamburg und 5 Tage im September über das Festival der Kulturen in Hamburg, 2008. Seine spanische Musikdokumentation La Perla del Mar über die Sängerin María Mérida wurde 2013 auf dem Las Palmas de Gran Canaria International Film Festival uraufgeführt. Joachim Jung führt darüber hinaus Regie für Präsentationsfilme für Unternehmen wie VW, TUI, die Künstlergruppe Die Schlumper, Spiegel Online u. a. Speziell für das Internet konzipierte Filme produziert er mit seiner Firma jung-film.

## Webserie
Die Comedy-Webserie Wolfgang – Der Mann für die Sünde wird von Joachim Jung seit 2011 produziert.  In Doppel-Funktion als Autor und Regisseur erzählt er die Geschichte eines Priesters und Beichtvaters, der Online zu seiner Gemeinde spricht. Die Hauptrolle spielt Hannes Hellmann. Weitere Mitwirkende sind Gustav Peter Wöhler, Katharina Abt, Nela Schmitz und Rainer Strecker. Im Jahr 2018 wurde eine erste Staffel und im Jahr 2020 die zweite und dritte Staffel der Webserie gedreht. Mit dabei waren unter anderem Gabriela Maria Schmeide, Samuel Finzi, Angela Roy, Maria Kempken, Gustav Peter Wöhler, die russische Schauspielerin Irina Vilkova, Maike Bollow.

## Filmografie

### Kamera
- 1994: Tour Eiffel
- 1994: Stand Back
- 1997: First Love (TV-Serie)
- 1998: Balko (TV-Serie)
- 1998: Der Fahnder (TV-Serie)
- 1998: Deirdre's Party
- 1999: Alarm für Cobra 11 – Die Autobahnpolizei (TV-Serie)
- 1999: SK Kölsch (TV-Serie)
- 2000: Die Liebende
- 2001: Out There
- 2001: Sophie – Sissis kleine Schwester
- 2002: Vater braucht eine Frau
- 2002: Der Freund von früher
- 2002: Einsatz in Hamburg – Stunde der Wahrheit (TV-Reihe)
- 2003: Die Schönste aus Bitterfeld
- 2003: Gate to Heaven
- 2004: Die Albertis
- 2005: Zwei Weihnachtshunde
- 2006: Strangers
- 2006: Hotel Kalifornien
- 2006: Dog Day
- 2007: American Night
- 2007: My First Toy Company
- 2009: Lost Dog
- 2018: Der Mann für die Sünde (1. Staffel, Webserie)
- 2020: Der Mann für die Sünde (2. und 3. Staffel, Webserie)

### Regie
- 2006: Dog Day
- 2007: American Night
- 2007: The Dream Girl
- 2008: 3 Tage im September
- 2008: St. Pauli es el Barrio
- 2012: Wolfgang – Der Mann für die Sünde (Webserie)
- 2013: La Perla del Mar (Dokumentarfilm)
- 2018–2020: Der Mann für die Sünde